# Diogneto
Diogneto (I-II secolo – II secolo) è stato un pittore e filosofo greco antico, uno dei precettori del futuro imperatore romano Marco Aurelio.

## Biografia
Stando alle fonti, Diogneto incoraggiò l'undicenne Marco, nel 133, alla vita filosofica, insegnandogli ad essere libero dalla superstizione e a seguire la razionalità. Di lui non rimane nessuna opera.
C'è chi lo identifica con il destinatario della lettera di apologetica cristiana A Diogneto.